# È bello avere un amico
È bello avere un amico è un album di Marco Ferradini del 1991, pubblicato dalla Dischi Ricordi.

## Tracce
Testi e musiche di Marco Ferradini.
1. Aironi – 3:55
2. Quando Smetterò – 4:53
3. Lasciami Stare Così – 4:35
4. Il Divano – 4:56
5. I Tuoi Colori – 3:50
6. Acqua – 4:45
7. Oh Cara – 4:37
8. Onde – 5:05
9. Nostalgie – 5:16

## Formazione
- Marco Ferradini – voce, cori, chitarra acustica
- Paolo Gianolio – chitarra acustica, chitarra elettrica, chitarra classica
- Ellade Bandini – batteria
- Gianni Salvatori – chitarra elettrica, chitarra acustica, chitarra classica
- Maurizio Tirelli – tastiera, pianoforte
- Ares Tavolazzi – basso
- Gabriele Monti – chitarra acustica, chitarra classica, chitarra elettrica
- Tom Sheret – sassofono soprano, sax contralto
- Cristina Montanari, Silvio Pozzoli – cori